# Jarrett Hurd
Jarrett Hurd (* 31. August 1990 in Accokeek, Maryland) ist ein US-amerikanischer Boxer und ehemaliger Weltmeister der Verbände IBF, IBO und WBA (Super World Champion).

## Karriere
Hurd bestritt rund 40 Amateurkämpfe und wechselte 2012 in das Profilager. Er gewann 17 Kämpfe in Folge und siegte im letzten davon am 14. November 2015 durch TKO gegen Frank Galarza (Kampfbilanz: 17-0). 2016 besiegte er jeweils Óscar Molina (13-0) sowie Ionuț Dan Ion (35-3) durch TKO und konnte damit am 25. Februar 2017 um den von Jermall Charlo niedergelegten und dadurch vakant gewordenen IBF-Weltmeistertitel im Halbmittelgewicht boxen. Er siegte dabei am 25. Februar 2017 durch TKO gegen Tony Harrison (24-1). Am 14. Oktober 2017 verteidigte er den Titel durch TKO gegen Austin Trout (30-3).
Am 7. April 2018 boxte er gegen den WBA (Super World)- und IBO-Weltmeister Erislandy Lara (25-2) und siegte per Split Decision nach Punkten, wobei das schlagstarke Duell später zum „ESPN Kampf des Jahres“ gewählt wurde. Alle drei Gürtel verteidigte er am 1. Dezember 2018 durch K. o. gegen Jason Welborn (24-6). Hurd wurde zu diesem Zeitpunkt bereits auf Platz 1 der Weltrangliste des Ring Magazine geführt.
Am 11. Mai 2019 verlor er dann einstimmig nach Punkten gegen den IBF-Pflichtherausforderer Julian Williams (26-1). Anschließend bestritt er seinen nächsten Kampf erst im Januar 2020 und gewann gegen Francisco Santana (25-7), ehe er seinen folgenden Kampf am 6. Juni 2021 gegen Luis Arias (18-2) nach Punkten verlor. Am 4. März 2023 verlor er zudem K. o. gegen José Resendiz (13-1).